# Zone de protection marine de Tuvaijuittuq
La zone de protection marine de Tuvaijuittuq (anglais : Tuvaijuittuq Marine Protected Area) est une zone de protection marine située au large de la côte nord-ouest de l'île d'Ellesmere. Créé en août 2019, elle a pour objectif de protéger et d'acquérir des connaissances sur l'écosystème de la glace de mer de l'Extrême Arctique. D'une superficie de 319 411 km2, elle protège les eaux du nord-ouest de l'île d'Ellesmere jusqu'à la limite de la zone économique exclusive.

## Toponymie
Tuvaijuittuq signifie « endroit où la glace ne fond jamais » en Inuktitut.

## Écosystème
La zone de protection marine de Tuvaijuittuq présente un intérêt à cause de la présence de banquise épaisse et pluriannuelle. Cette glace est alimentée par le gyre de Beaufort, un courant de l'océan Arctique qui contient une accumulation importante d'eau douce qui provient des rivières de l'Arctique de l'Amérique du Nord et d'Eurasie. Ce courant est une source importante de glace pluriannuelle.
La banquise offre un habitat pour les algues microscopiques qui servent de base aux réseaux trophiques marins. La vie des fonds marins serait d'ailleurs plus diversifié qu'initialement prévue. Ou y retrouve aussi des morse, des phoques barbus et des ours blancs.

## Histoire
En avril 2019 le premier ministre Justin Trudeau visite le grand nord pour annoncer la création de la zone de protection. Celle-ci est officiellement créé le 21 août 2019 en vertu de la Loi sur les océans. La création est temporaire et le gouvernement fédéral doit mettre en place une protection permanent dans les cinq ans.